# Ischnoptera crispula
Ischnoptera crispula är en kackerlacksart som beskrevs av Rehn, J. A. G. 1918. Ischnoptera crispula ingår i släktet Ischnoptera och familjen småkackerlackor. Inga underarter finns listade i Catalogue of Life.